# Dirección General de Inteligencia Artificial
La Dirección General de Inteligencia Artificial (DGIA) es el órgano directivo del Ministerio para la Transformación Digital y de la Función Pública, adscrito a la Secretaría de Estado de Digitalización e Inteligencia Artificial, al que le corresponde el impulso del despliegue de la inteligencia artificial y otras tecnologías habilitadoras digitales. Asimismo, gestiona la política de Nueva Economía de la Lengua.

## Historia
La Dirección General de Inteligencia Artificial se creó por Real Decreto 1185/2024, de 28 de noviembre, que reorganizó el área digital del Ministerio de Transformación Digital. En este sentido, la antigua Dirección General de Digitalización e Inteligencia Artificial se dividió en dos nuevos órganos directivos, uno para inteligencia artificial y otro para digitalización. El primero de estos órganos, unido a las competencias sobre la Nueva Economía de la Lengua que tenía la extinta Dirección General de Planificación Estratégica en Tecnologías Digitales Avanzadas y Nueva Economía de la Lengua, crearon este nuevo órgano.

## Estructura y funciones
La Dirección General se estructura en dos órganos directivos:
- La Subdirección General de Fomento y Regulación de la Inteligencia Artificial, a la que corresponden implementar y supervisar la aplicación de la Estrategia Española de Inteligencia Artificial, así como el diseño del marco regulatorio en inteligencia artificial y otras tecnologías habilitadoras digitales, y la gestión de programas relacionados.
- La División de Gobernanza y Planificación de la Inteligencia Artificial, a la que le corresponde gestionar las relaciones entre administraciones y agentes del sector en materia de digitalización, la realización de estadísticas e informes, prestar apoyo en la planificación estratégica en inteligencia artificial, así como el seguimiento y supervisión del PERTE de la «Nueva Economía de la Lengua».

## Titulares
- Aleida Alcaide García (2024-)[2]